# Thomas Hoeren

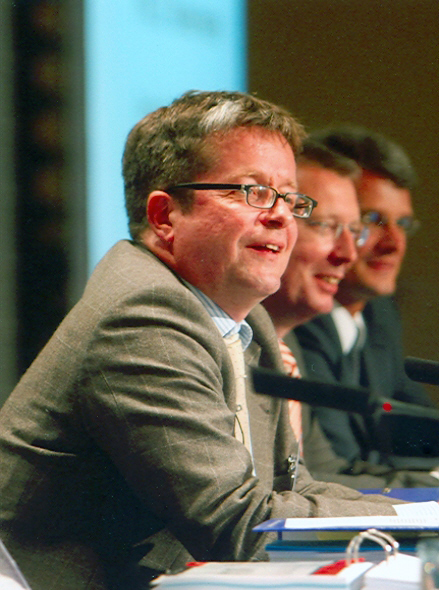
Thomas Hoeren

Thomas Hoeren (n. 22 august 1961 în Dinslaken) este un academician german specializat în dreptul IT și dreptul mass-media.

## Viața
Thomas Hoeren a studiat între anii 1980 și 1987 teologie  și drept în Münster (Westfalia), Tübingen și Londra. În anul 1986 a absolvit teologia în Münster. Din octombrie 1986 până în mai 1988 a lucrat la teza sa de doctorat în domeniul dreptului IT în cadrul Universității din Münster cu titlul Softwareüberlassung als Sachkauf. După ce a dobândit în mai 1994 titulul de doctor în dreptul civil (dr. habil.) la Facultatea de drept a Universității Münster (titlul lucrării: „Selbstregulierung im Banken- und Versicherungsrecht“ – Autoregularea în dreptul bancar și dreptul asigurărilor), Thomas Hoeren a lucrat ca profesor universitar la Facultatea de drept a Universității Heinrich-Heine Düsseldorf deținând catedra de drept civil și pe cea de drept comercial internațional.
Începând cu anul 1996 și până la sfârșitul anului 2011 a ocupat funcția de judecător la OLG Düsseldorf. În 1997 a fost numit profesor la catedra de drept IT și informatică juridică a Facultății de drept din cadrul Universității din Münster (Westfälische Wilhelms-Universität) unde lucrează ca cercetător la European Research Center for Information Systems. Thomas Hoeren are dreptul de predare pentru materiile drept civil, drept comercial, drept procesual civil și informatică juridică.
Până în anul 1997 a lucrat ca și consilier juridic al Comisiei Europene /DG XII în cadrul Legal Advisory Board on Information Technology, membru al Task Force Group on Intellectual Property a Comisiei Europene. El este de asemenea membru al comitetului științific al DENIC precum și membru al consiliului de administrație a Research Center for Information Law a Universității St. Gallen.
Începând din luna iunie 2000 lucrează la Organizația Mondială a Proprietății Intelectuale ca Domain Name Panelist. Din anul 2004 este de asemenea cercetător (Research Fellow) în cadrul Oxford Internet Institute/ Balliol College, membru al comisiei de specialitate în comunicare a comisiei germane pentru UNESCO (Fachausschuss Kommunikation der Deutschen UNESCO-Kommission), membru al grupului de lucru ”Neue Medien” a Conferinței rectorilor germani precum și membru al comisiei de specialitate pentru drepturi de autor și dreptul editurilor (Verlagsrecht) a Asociației germane pentru protecția dreptului de proprietate intelectuală (Deutsche Vereinigung für gewerblichen Rechtsschutz und Urheberrecht). Din anul 2012 este decan al Facultății de drept a Universității din Münster Arhivat în 15 iunie 2012, la Wayback Machine..
Thomas Horen este căsătorit, are doi copii și locuiește în Steinfurt. Printre activitățile sale extraprofesionale se numără și aceea de fotograf independent.

## Premii
- 2006: Forschungspreis Technische Kommunikation

## Reviste
- Până în anul 1997: Membru al redacției revistei Computer und Recht, coeditor al revistei Information and Communications Technology Law și al EDI Law Review.
- Începând cu anul 1998: Coeditor al revistei Multimedia und Recht (MMR).
- Începând cu luna mai 2005: Redactor pentru „Informatică și drept” al revistei elvețiene  Jusletter
- Începând cu anul 2007: Membru al comitetului științific al revistei Computer und Recht
- Membru al comitetului editorial al revistei Ad legendum

## Opere (Selecție)
- Thomas Hoeren: Internetrecht. Octombrie 2011. Descarcă PDF  (553 pagini, 3.8 MB)
- Biblioteca universitară Münster: peste 200 de articole ale prof. Thomas Hoeren .